# Sociedad Deportiva Compostela (2004)
La Sociedad Deportiva Compostela, más conocido como Compostela o simplemente el Compos, es un club de fútbol español con sede en Santiago de Compostela, Galicia. Fue fundado en 2004 como Sociedad Deportiva Campus Stellae. Tras la liquidación de la primigenia Sociedad Deportiva Compostela en 2006 por quiebra, el entonces expresidente José María Caneda pasó a dirigir el nuevo club y así, tras adquirir en subasta pública el nombre comercial, quedó vivencia de la extinta sociedad, si bien son distintas jurídicamente. Desde la temporada 2021-22 milita en el Grupo 1 de la Segunda Federación.
El club posee una sección femenina oficialmente desde 2011, que llegó a militar en la Segunda División del fútbol femenino en España. Este era anteriormente conocido como Pedras de Santiago hasta que por complicaciones que amenazaban su supervivencia, fue incorporado a la disciplina de la «Esedé» de mano del presidente Antonio Quinteiro. Además, el club cuenta con categorías inferiores donde formar a nuevos futbolistas para el primer equipo desde la categoría pre benjamín y un equipo de atletismo fundado en 2020.

## Historia

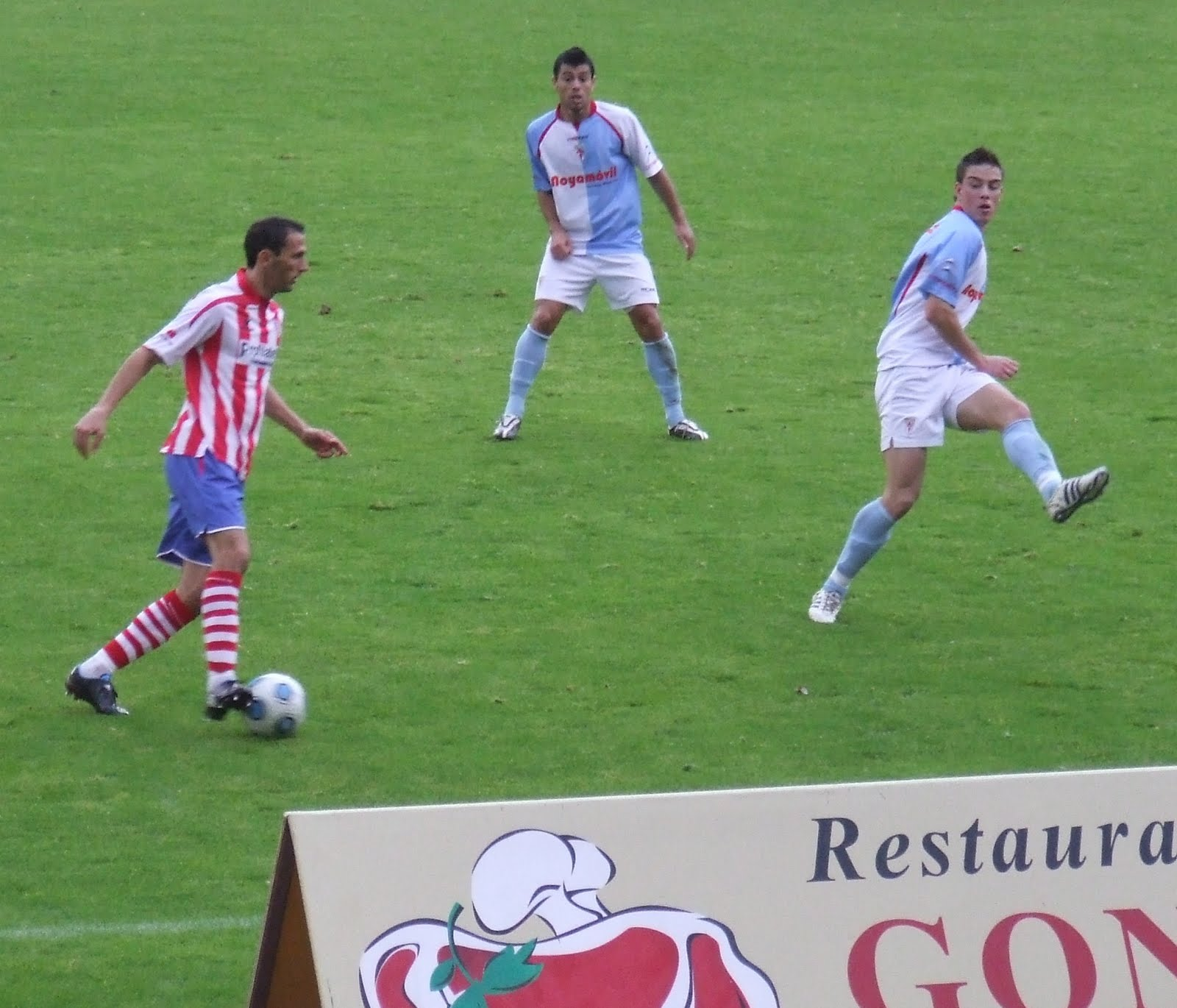
Partido entre Compostela y Lugo de la temporada 2009-10.

En 2004 se funda en Compostela el S. D. Campus Stellae, presidido por José Luis Balboa. Comienza a competir en la Tercera Autonómica de Galicia en la temporada 2005-06, en el grupo 11, y termina decimoprimero de dieciocho participantes. La siguiente temporada, la 2006-07, pasa al grupo 12, en el que termina tercero de catorce participantes.
Tras la liquidación de la Sociedad Deportiva Compostela en 2006, su expresidente, José María Caneda, pasa a ocupar la presidencia del SD Campus Stellae y adquiere mediante subasta pública el nombre comercial "Sociedad Deportiva Compostela" y las marcas del equipo extinguido y las utiliza en el S.D. Campus Stellae a partir del inicio de la temporada 2007-08. A pesar de la oposición de los administradores, esta maniobra permitió competir a la nueva entidad con el mismo nombre comercial que la extinta, ya que jurídicamente se trata de otro equipo (S.D. Campus Stellae) que carece de deudas.
El club inició la temporada 2008-09 en Tercera División con el objetivo de ascender, lo que consiguió tras proclamarse campeón de su grupo de Tercera e imponerse al Atlético de Monzón en la promoción de ascenso. La temporada 2009-10 no fue nada buena, con jugadores amenazando huelga, muchas deudas y un mal inicio de liga, condenaron prácticamente al equipo al descenso, que se hizo oficial a falta de unas jornadas para el final de la liga. La temporada fue mala pero tuvo sus buenos momentos, como ser el primer equipo en puntuar en Ipurúa de Éibar, tras ir perdiendo 2-0, y al final empatar a dos, y la victoria en Pasarón contra el Pontevedra por 1-2.
En esta nefasta temporada la policía nacional llegó a irrumpir en un entrenamiento para pedir los papeles a los jugadores.

### Hundimiento
En la temporada 2010/11, ante los impagos, el Compostela vuelve a Preferente y Caneda se retira como presidente del club y deja sitio al abogado, Sr. Gayoso, como nuevo dirigente del club. Gayoso duró escasas semanas en el cargo y recuperó la presidencia el polémico dirigente Caneda. La Real Federación Gallega de Fútbol instó al club a utilizar su nombre real (S.D. Campus Stellae) y no una marca comercial adquirida en subasta (S.D. Compostela).
En 2011 Caneda dejó de nuevo el club de forma "definitiva" y el cargo del club, en Preferente, pasó a ser responsabilidad del empresario Antonio Quinteiro, que asumió las deudas del club y recuperó para competir el nombre de S.D. Compostela.

### Resurgimiento
Una directiva renovada, procedente del área empresarial y profesional, conocedora del mundo futbolístico, se hizo cargo del equipo a comienzos de 2011 tras adquirir todos los derechos legales y solventar las deudas. Después de dos años en Preferente el club es campeón y asciende a Tercera División la temporada 2011/12. Tan solo un año más tarde, consigue terminar la fase regular de Tercera División en el tercer puesto, el cual le otorga el derecho a participar en el play off de ascenso a Segunda División B. El 30 de junio de 2013 consigue el ansiado ascenso a la categoría de bronce del fútbol español tras superar al CD Cieza (2-0 y 0-2) en la tercera ronda de la fase de ascenso, tras haber eliminado anteriormente al CD Ebro y a la AD San Juan. En su vuelta a la Segunda División B acaba la temporada en la decimotercera posición y logra así el objetivo de la permanencia planeada a principio de temporada. En la temporada 2014/15 se hace con los servicios del entrenador Iñaki Alonso para intentar el salto de categoría a la Segunda División. Tras una temporada bastante regular el equipo acaba sexto y no consigue el ascenso pero si la clasificación para la Copa del Rey. La temporada 2015/2016 el equipo sale a competir con el objetivo de clasificarse para el play off de ascenso. Un mal comienzo unido a una temporada bastante mala deja al equipo muy lejos de su objetivo y entra en posiciones de descenso durante toda la temporada. Quedó matemáticamente descendido el 1 de mayo ante el Racing de Santander en El Sardinero.
La temporada 2016/17 pasa sin pena ni gloria por el Grupo I de la Tercera División. Opta a los puestos de ascenso, aunque sin éxito.
En la temporada 2017/18, se crea un proyecto para ascender a Segunda B con Yago Iglesias como entrenador y un equipo joven. Terminan en primera posición y juegan el play-off de ascenso. El rival es el filial del RCD Espanyol. Los pericos, campeones del grupo de Cataluña, visitaron San Lázaro en el partido de ida, con un empate a cero. En el partido de vuelta, el conjunto de Barcelona obtuvo el ascenso a Segunda B y obligó a los picheleiros a jugar otras dos eliminatorias para conseguir subir.
En la primera eliminatoria, el Compos remonta un resultado de 2-0 de la ida frente al Terrassa FC para un global de 3-2.
La segunda eliminatoria contra el Salmantino, el Compos llega al partido de vuelta en San Lázaro con un empate 1-1. En el partido de vuelta, el equipo charro consiguió el ascenso al ganar en Santiago 0-1. El Compos quedó otro año más en Tercera.
En la temporada 2018-2019, el Compos juega un gran fútbol y tiene un plantel con más recursos. Juega la Copa del Rey y es eliminado en la segunda ronda a partido único ante el Lleida, equipo de Segunda B, en un encuentro disputado en tierras catalanas, con un resultado final de 1-0. Dejaron muy buenas sensaciones ante un equipo de categoría superior.
En liga regular quedó clasificado detrás del Racing de Ferrol y del Bergantiños FC, con lo que llegó a la promoción como tercero de grupo y con la obligación de ganar tres eliminatorias para ascender. Sin embargo, cae en su primer intento. Le tocó en suerte el Deportivo Alavés B, un filial entrenado por el ex míster compostelanista Iñaki Alonso. En la ida, el Compos regresó a casa sin marcar (1-0). Pese a todo, le dio la vuelta al marcador y se colocó con un favorable 3-1. Se adelantaron los vascos en el marcador a la media hora de juego, pero antes del descanso Aythami puso la igualada. En el segundo acto, Santi Gegunde y otra vez Aythami, en el minuto 84, colocaron por delante al cuadro santiagués. Sin embargo, un gol en la prolongación del conjunto visitante dejó al Compos otra temporada más en Tercera (3-2)
En la temporada 2020-21 volvió a competir en la tercera categoría del fútbol nacional tras superar al CD Barco y posteriormente al Ourense CF en la última ronda de la fase de ascenso a Segunda División B. En esta competición hubo cinco grupos para un total de 102 equipos. El Compos ha sido incluido dentro del grupo 1, subgrupo A, junto a los otros cinco equipos gallegos (Racing de Ferrol, Deportivo, Pontevedra, Celta B y Coruxo), el Zamora y los tres equipos de la provincia de Salamanca (Unionistas, Guijuelo y Salamanca UDS). Es una temporada importante para el club ya que para la temporada 2021-22 la RFEF creará una categoría intermedia entre Segunda División y Segunda División B. La nueva categoría se denominará "Primera RFEF" e incluirá a cuarenta equipos, con el fin de construir una categoría más competitiva.

## Datos del club
- Temporadas en 1.ª: 0
- Temporadas en 2.ª: 0
- Temporadas en 2.ªB: 5 (incluida temporada 2020-21)
- Temporadas en 3.ª: 6
- Temporadas en Preferente Galicia: 3
- Temporadas en Tercera Galicia: 2
- Temporadas en Copa del Rey: 3[13]

### Resumen estadístico
Nota: En negrita competiciones activas.
| Competición                  | P.J. | P.G. | P.E. | P.P. | G.F. | G.C. | Mejor resultado |
| ---------------------------- | ---- | ---- | ---- | ---- | ---- | ---- | --------------- |
|                              |      |      |      |      |      |      |                 |
| Segunda división B           |      |      |      |      |      |      | 6.º             |
| Tercera división             |      |      |      |      |      |      | Campeón         |
| Campeonato de España de Copa |      |      |      |      |      |      |                 |
| Total                        |      |      |      |      |      |      | 3Títulos        |
|                              |      |      |      |      |      |      |                 |

## Uniforme
- Uniforme titular para la temporada 2020-21:[14]

- Uniformes alternativos para la temporada 2020-21:[14]

## Estadio

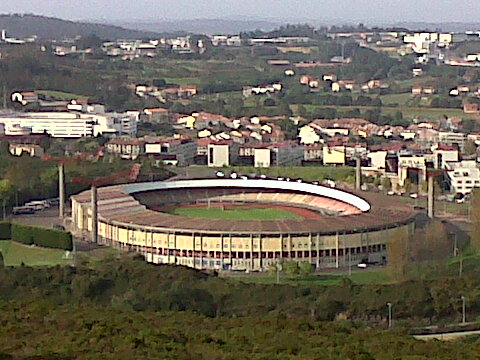
El Estadio Verónica Boquete de San Lázaro, campo de la S. D. Compostela.

Actualmente el club disputa sus encuentros como local en el Estadio Verónica Boquete de San Lázaro, un estadio multiusos obra del doctor arquitecto Andrés Fernández-Albalat Lois y cuenta con capacidad para 12 000 espectadores, es de hierba natural y posee unas dimensiones de 105 x 68 metros. Se encuentra situado en la Avenida de Fernando Casas Novoa, al noroeste de la ciudad, en el barrio de San Lázaro.
El terreno de juego se encuentra rodeado por una pista de atletismo, mientras que en los aledaños del mismo, el club dispone de un campo de fútbol anexo para los entrenamientos, con unas dimensiones de 105 x 68 metros.
Cuenta con un aparcamiento alrededor del recinto con una capacidad para 2000 vehículos.
El recinto fue inaugurado el 24 de junio de 1993 organizándose para la fecha un torneo cuadrangular en el que participan el R. C. Deportivo de La Coruña, el C. D. Tenerife, el Santos F. C., y el C. A. River Plate, siendo el brasileño «Bebeto» el primer goleador de la historia del estadio.
La primera vez que el club local jugó en el estadio fue un partido de pretemporada frente al Real Oviedo mientras que el primer gol oficial en el mismo correspondió a la S. D. Compostela en la victoria en la segunda jornada de la temporada 1993-94 frente al C. D. Leganés por 2-1 siendo Fabiano, emblemático jugador de la historia del club, el primer goleador del encuentro. Hasta la inauguración del nuevo estadio, el equipo jugó en distintos campos de la ciudad, siendo el más recordado el Estadio Municipal de Santa Isabel, al que accedió tras jugar previamente en campos como el de la Residencia Universitaria o el primerizo campo de A Choupana.
El 16 de diciembre de 2018, en un encuentro entre la SD Compostela y el Club Deportivo Ribadumia, se hizo la inauguración oficial de la nueva denominación, en homenaje a la futbolista Vero Boquete.

## Himno
- Letra del Dr. Sixto y música de Manuel Muñiz Tubío, de la Orquesta Compostela.

Con los colores azul y blanco venceré
azul y blanco venceré, azul y blanco venceré
con los colores azul y blanco venceré
son los colores de la S.D.
Aupa Compostela, aupa Compostela,
aupa Compostela S.D.
aupa Compostela, aupa Compostela
aupa Compostela, a vencer.
En nuestro emblema una cruz roja inmortal
una cruz roja inmortal, una cruz roja inmortal
en nuestro emblema una cruz roja inmortal
como el escudo de nuestra ciudad.
Aupa Compostela, aupa Compostela
aupa Compostela, a triunfar,
si luchas con bravura, nobleza y gallardía,
Santiago y cierra España volverá.

## Organigrama deportivo

### Plantilla y cuerpo técnico
Como exigen las normas de la Federación Española de Fútbol, los jugadores de la primera plantilla deberán llevar los dorsales del 1 al 22, y cada uno deberá de exhibir el mismo en todos y cada uno de los partidos de las competiciones oficiales, reservándose los números 1 y 13 para los porteros y el 25 para un eventual futbolista, con licencia del primer equipo, con la cualidad de tercer guardameta. Los jugadores con dorsales superiores al 22 son jugadores de la cantera y como tales podrán compaginar partidos con el primer y segundo equipo, siempre y cuando su edad el día 1 de enero sea inferior a 23 años.
Los equipos españoles están limitados a tener en la plantilla un máximo de tres jugadores sin pasaporte de la Unión Europea. La lista incluye solo la principal nacionalidad de cada jugador. Algunos de los jugadores no europeos tienen doble nacionalidad de algún país de la UE.

### Altas y bajas 2020/2021
| Altas           |                |                       |                  |       |
| Jugador         | Posición       | Equipo de procedencia | Tipo             | Coste |
| Borja Rey       | Portero        | CD Arenteiro          | Libre            | ---   |
| Yosi            | Defensa        | SD Compostela Juvenil | Libre            | ---   |
| Guille Torres   | Defensa        | CD Don Benito         | Libre            | ---   |
| Matías Vesprini | Defensa        | CD Lugo               | Llega cedido     | ---   |
| Alberto Freire  | Centrocampista | Noia CF               | Vuelve de cesión | ---   |
| Joel López      | Centrocampista | Racing Club de Ferrol | Libre            | ---   |
| Juampa          | Delantero      | CD Ebro               | Libre            | ---   |
| Iago García     | Delantero      | SD Compostela Juvenil | Libre            | ---   |
| Manu Rivas      | Delantero      | SD Compostela Juvenil | Libre            | ---   |

| Bajas          |                |                   |                 |       |
| Jugador        | Posición       | Equipo de destino | Tipo            | Cobro |
| Álex Díax      | Portero        | Xallas FC         | Fin de contrato | ---   |
| Anxo Pérez     | Portero        | Agente libre      | Fin de contrato | ---   |
| Jorge Queiruga | Defensa        | CSD Arzúa         | Sale cedido     | ---   |
| Alberto Freire | Centrocampista | Noia CF           | Fin de contrato | ---   |